# Ramón Tamames
Ramón Tamames Gómez, né à Madrid le 1er novembre 1933, est un économiste et homme politique espagnol, élu député au Congrès pour Madrid à trois reprises, en 1977-1977, 1979-1982 et en 1986-1989.